# Adiantum tripteris
Adiantum tripteris är en kantbräkenväxtart som beskrevs av Kramer. Adiantum tripteris ingår i släktet Adiantum och familjen Pteridaceae. Inga underarter finns listade.